# رئيس مجلس الدولة
رئيس مجلس الدولة (بالإنجليزية: Premier)‏ هو لقب رئيس الحكومة في بعض البلدان والدول.